# Вергилий наизнанку
«Вергилий наизнанку», «Энеида наизнанку», «Перелицованный Вергилий» (фр. Virgile travesti, Eneide travestie) — пародийная переделка «Энеиды» Вергилия, бурлескная поэма, публиковавшаяся поэтом Полем Скарроном в 1648—1653 годах. Так как Скаррон прервал своё изложение на 8-й песне «Энеиды» из 12, то вскоре появились попытки продолжения (Жак Моро, Пьер Брюссель).

## Характеристика
Во Франции это произведение стало наиболее ярким произведением в жанре литературной травестии, бурлеска (см. Травестированная поэма эпохи классицизма). Оно было самой знаменитой из поэм Скаррона.
  Благочестивца я пою,	            

  Что, на спину взвалив свою       	 

  Родных богов и вместе с ними     

  Папашу с кудрями седыми,	        

  Из города, где греков стан	     

  Побил тьму честных горожан,

  Пришел в другой, где был когда-то

  Бедняжка Рем рукою брата  

  За то убит, что через ров

  Перескочил без лишних слов. (Перевод О. Румера)
Советская Литературная энциклопедия 1937 года характеризует это произведение так: «Специфический для бурлески контраст возвышенной тематики и тривиального, низменного слога нашел яркое выражение в бурлескных эпопеях Скаррона „Le Typhon, ou la gigantomachie“ (Тифон, или борьба гигантов, 1644) и в особенности „Le Virgile travesti“ (Виргилий наизнанку, 1648), наносивших сокрушительный удар античной тематике и всей сословно-дворянской эстетике классицизма. Олимпийские боги и герои „Энеиды“ говорили здесь языком рыночных торговок, причем пользование низменным слогом влекло за собой также ряд соответствующих вариаций в сюжете, его вульгарную расцветку. Бурлески Скаррона наносили удар также и прециозной поэзии, хотя в то же время отлично уживались с ней, по существу являясь только разными сторонами одного стилевого комплекса барокко». Другая характеристика сочинения: «Скаррон нимало не посчитался с кумиром классицистов, древнеримским поэтом Вергилием, непочтительно перелицевав его „Энеиду“ на самый смешной лад. Он наделил героев этой поэмы чертами, мало вяжущимися с обычным представлением о возвышенных персонажах мифологии: Эней здесь превращен в трусоватого и плаксивого фата, Дидона — в молодящуюся кокетку, троянцы — в скуповатых и рассудительных буржуа (…) К тому же поэма Скаррона пересыпана нарочитыми анахронизмами, создающими комический эффект. „Вергилий наизнанку“ имел бурный успех у современников, сделал бурлескный жанр чрезвычайно популярным и вызвал множество подражаний — среди них можно найти даже „Бурлескное евангелие“». «Скаррон придерживается сюжетной канвы „Энеиды“ Вергилия, меняя лишь внутреннюю характеристику персонажей. Таким образом, бурлескное произведение Скаррона превращается как бы в подстрочный комментарий античной поэмы: писатель ставит перед собой задачу вскрыть то, что он считает условным, надуманным в этом эпическом произведении, боготворимом теоретиками классицизма. Скаррон снижает образ Энея, разоблачает его несостоятельность как эпического героя, осмеивает официальную историографию, изображающую носителей государственной власти как творцов и созидателей истории. Там, где у Вергилия господствуют рок и провидение, Скаррон видит только случайное сцепление обстоятельств».
Благодаря этому произведению слово travesty проникло в английский язык и стало популярным.

## Последователи
Хотя поэма Скаррона стала родоначальником жанра в Европе, до него подобную переделку сочинил Джованни Баттиста Лалли (it), «L’Eneide travestita del Signor Gio» (1634). Исследователь, отмечая уровень юмора в этих пародиях, пишет: «Лалли понизил „Энеиду“ всего на пару нот, в то время как Скаррон опустил её на несколько октав ниже».
Традиция ироикомических перелицовок «Энеиды», популяризированная Скарроном, была продолжена на других языках:
- Англия: Чарльз Коттон, «Scarronides: or, Virgile Travestie. Being the First Book of Virgil’s Aeneis in English, Burlesque» (1664)
- Голландия: П. Лангендик (1735)
- Дания: Людвиг Гольберг (1754)
- Иоганн Беньямин Михаэлис (de), «Leben und Taten des teuren Helden Aeneas» (1771)
- Ф. Беркан (1779-83)
- Австрия: Алоис Блюмауэр, «Приключения благочестивого героя Энея» («Virgils Aeneis, travestiert») (1784-8). Эта пародия пользовалась большим успехом и повлияла на славянские страны.
- русская «Вергилиева Енеида, вывороченная наизнанку» Николая Осипова, издана в 1791 году, с продолжением Котельницкого (1801).
- украинская «Энеида» Ивана Котляревского, первые части изданы в 1798 году
- белорусская «Энеида наизнанку» Викентия Ровинского, написана в 1820-х годах
- «Энеида — комическая поэма», Николая Неведомского, 1828
- «Юмористическая Энеида» Ивана Бойчевского (СПб, 1896)[11]

После публикации русской пародии Карамзин писал в мае 1792 года:

Никто из древних поэтов не был так часто травестирован, как бедный Виргилий. Француз Скаррон, англичанин Коттон и немец Блумауер, хотели на счет его забавлять публику, и в самом деле забавляли. Те, которые не находили вкуса в важной Энеиде, читали с великою охотою шуточное переложение сей поэмы, и смеялись от всего сердца. Один из наших соотечественников вздумал также позабавиться над стариком Мароном, и нарядить его в шутовское платье. При всем моем почтении к величайшему из поэтов Августова времени, я не считаю за грех такие шутки, — и Виргилиева истинная Энеида останется в своей цене, несмотря на всех французских, английских, немецких и русских пересмешников. Только надобно, чтобы шутки были в самом деле забавны; иначе они будут несносны для читателей, имеющих вкус. По справедливости можно сказать, что в нашей вывороченной наизнанку Энеиде есть много хороших, и даже в своем роде прекрасных мест.
Поэт Василий Майков, в своей поэме «Елисей, или Раздраженный Вакх», являющейся пародией на первый полный перевод «Энеиды» Василия Петрова, изданный под заглавием «Еней», обращается к Скаррону, прося вдохновить:
А ты, о душечка, возлюбленный Скаррон,

Оставь роскошного Прияпа пышный трон,

Оставь писателей кощунствующих шайку,

Приди, настрой ты мне гудок иль балалайку,

Чтоб я возмог тебе подобно загудить,

Бурлаками моих героев нарядить;

Чтоб Зевс мой был болтун, Ермий шальной детина,

Нептун как самая преглупая скотина,

И словом, чтоб мои богини и божки

Изнадорвали всех читателей кишки.